# Hrušov (Ostrava)
Hrušov je historický městys a katastrální území ležící na území Ostravy. V současné době je evidenční částí města Ostravy, spadající do městského obvodu Slezská Ostrava. Většina katastru Hrušova leží ve Slezsku, ale okrajové západní části, patřící dříve k Přívozu, leží na Moravě.

## Název
Na vesnici bylo přeneseno původní pojmenování jejích obyvatel Hrušěné (před pravidelnou změnou G > H znělo Grušěné, jak doloženo z 1256), které bylo odvozeno od obecného hrušě (ve starší podobě gruša) - „hruška“ a znamenalo „lidé sídlící u hrušky nebo v porostu hrušní“. Někdy v následujících desetiletích došlo ke změně přípony, další známý doklad z roku 1332 má podobu Grušov. Několikrát je doložena i podoba Hrušová.

## Dějiny
První písemná zmínka pochází z roku 1256 (villam Grussene) z listiny krále Přemysla Otakara II. Další zmínka je v soupise desátků vratislavského biskupství z roku 1305 (Grussow). Podrobnější informace včetně výsad dědičného fojtu se nachází v listině těšínského knížete Kazimíra z roku 1332 (Gruschow). Jméno se postupně vyvíjelo, např. v roce 1426 držel Hrušov Herbort z Hrušova (Greysaw), v roce 1447 kníže Bolko (Hruszowie), v roce 1481 Mikuláš Kropáč z Hrušova (Hrussowi), v roce 1568 Jan Sedlnický mladší (Hrussow). Změny majitelů skončily v roce 1704, kdy Hrušov za 19 tisíc zlatých koupil Jindřich Vilém hrabě Vlček a roku 1714 jej připojil ke Slezské Ostravě. V roce 1849 byl spolu s Muglinovem sloučen do Heřmanic, avšak roku 1866 se opět osamostatnil.

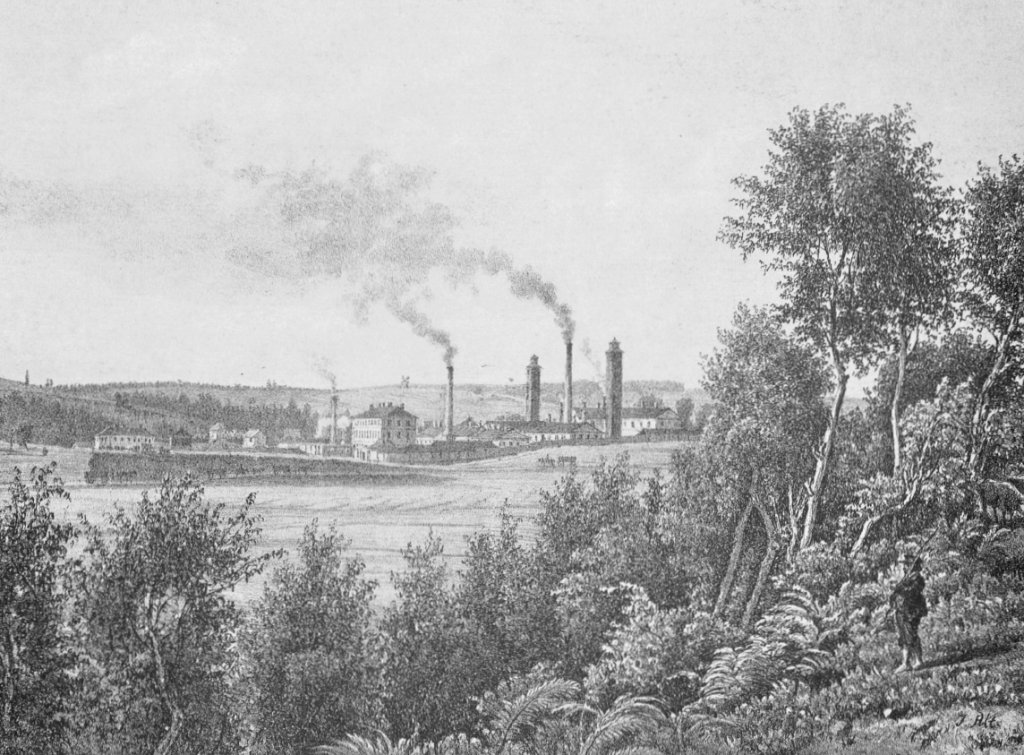
Erste österreichische Sodafabrik. Veduta německého malíře Jakoba Alta z roku 1855, zobrazující známou hrušovskou sodovkárnu

Hrušov byl významným průmyslovým centrem. Od roku 1838 se zde těžilo uhlí, v roce 1847 bylo vybudováno nádraží na Severní dráze Ferdinandově. Nejvýznamnějším počinem však bylo založení První rakouské továrny na sodu v roce 1851, která byla prvním a hlavním dodavatelem sody na trh rakouské monarchie. Kromě sody produkovala také kyselinu sírovou, kyselinu chlorovodíkovou a chlorové vápno.
Původní dřevěný filiální kostelík sv. Máří Magdalény z roku 1813 brzy přestal postačovat vzrůstajícímu počtu obyvatel, proto byla v roce 1886 zahájena stavba nového kostela sv. Františka a Viktora, který byl slavnostně vysvěcen v roce 1893. Roku 1898 získal Hrušov samostatnou duchovní správu. Místní synagoga byla postavena v roce 1908, ale nacisté ji v červnu 1939 vypálili. Původní dřevěný kostelík byl zbourán v roce 1942.

Znak Hrušova

Význam obce byl zdůrazněn povýšením na městys dne 12. září 1908. Dne 20. července 1909 byl privilegiem císaře Františka Josefa I. udělen městysu znak. V prvním poli je stříbrný kamzík s černými rohy stojící na třech zelených pahorcích a držící v předních nohách dvě zkřížená hornická kladiva, ve druhém se nachází nízká cihlová zeď se stříbrnou věží v modrém poli (představuje chladicí věž továrny na sodu) a v patě štítu je vlnící se voda se stříbrnou rybou.
Od 1. července 1941 se stal Hrušov součástí Moravské Ostravy. Obec byla během druhé světové války osvobozena Rudou armádou dne 30. dubna 1945.
Z pracovního tábora, zřízeného v Hrušově roku 1959, se vyvinula dnešní věznice Heřmanice.

## Současnost

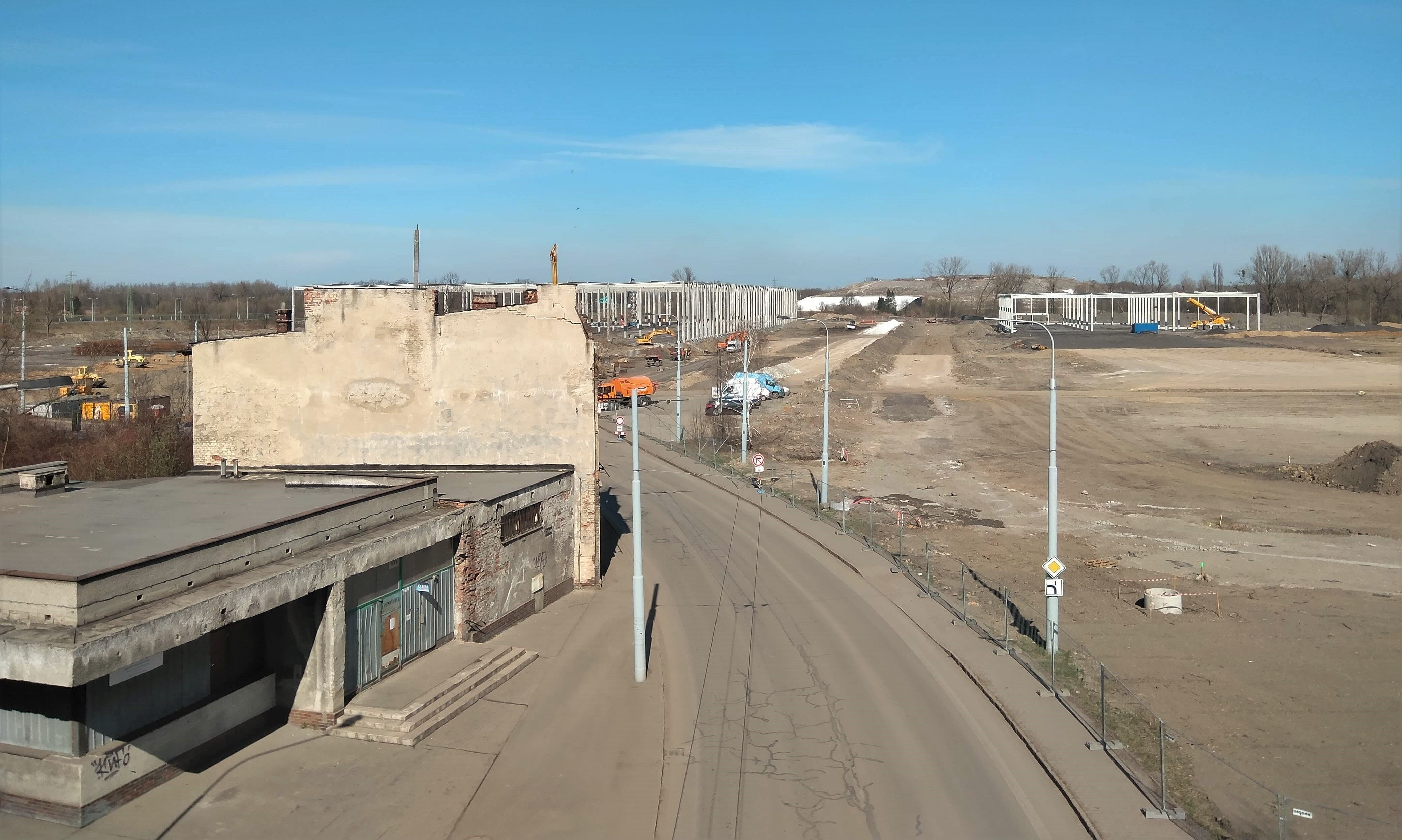
Výstavba průmyslového parku v roce 2021

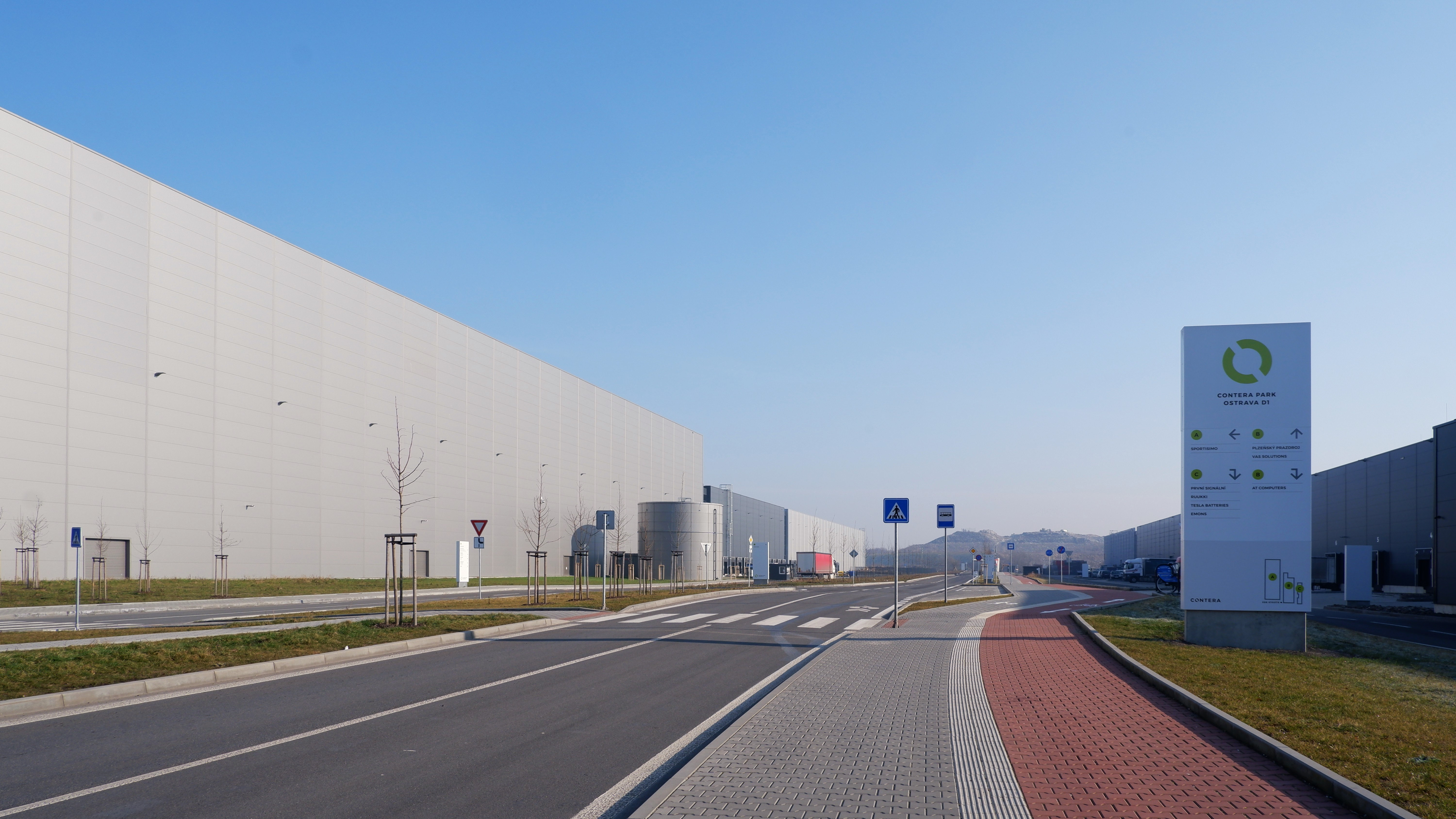
Průmyslový park v roce 2023

V roce 2006 byl areál chemičky prodán do soukromých rukou. Od července 2008 zde probíhaly demolice starých staveb a ekologický průzkum. Předběžné výsledky ukázaly, že znečištění nebylo tak rozsáhlé jako na území bývalé koksovny Karoliny.[zdroj?]
Dle představ vlastníka měla vzniknout na vyčištěném území zóna určená pro logistiku a skladování, objekty na drobnou výrobu a administrativní budovy. Areál bývalé chemičky byl dopravně velmi dobře dostupný – v blízkosti se nacházela dálnice D1, místní komunikace i železniční stanice. K zahájení nové výstavby mělo dojít v roce 2009, avšak nestalo se tak. Celková doba projektu byla odhadována na pět až osm let.[zdroj?]
Za železniční tratí, hned vedle areálu chemičky, se nachází obytná zóna. Zdejší domy však byly v roce 1997 natolik poničeny povodní, že bylo upuštěno od jejich oprav. Územní plán města byl v této oblasti změněn, takže v budoucnu by chátrající budovy měly být nahrazeny administrativou a lehkým průmyslem.[zdroj?]
V dubnu 2010 rozhodlo ostravské zastupitelstvo o vykoupení cca 1000 m² od soukromých vlastníků. Navázalo tak na výkupy, které se realizovaly posledních deset let. Cílem města bylo získat ucelenou plochu, kterou by pak nabídla investorům. Pro ochranu této části města se magistrát rozhodl využít materiálu z blízké haldy a navýšit terén o tři metry. V dubnu 2010 Ostrava vlastnila 51 % území. Dalších 6 % držely Lesy České republiky, které projevily ochotu území bezúplatně převést. Zbylou část území pak vlastnili soukromí majitelé.[zdroj?]
Počátkem roku 2012 již město vlastnilo většinu pozemků. Rozvoj průmyslové zóny tehdejšího dle primátora Petra Kajnara brzdily zbývající pozemky, které vlastnilo několik fyzických a právnických osob. V případě, že by se městu nepodařilo s majiteli dohodnout výkup pozemků, bylo dle primátora možné uvažovat o vyvlastnění. V ideálním případě měla být hrušovská zóna připravena pro investory v roce 2014.

## Osobnosti
- Vlastimil Brodský (1920–2002), herec
- Karel Fiala (1925-2020), herec
- Bedřich Golombek (1901–1961), novinář a spisovatel
- Vítězslav Juřina (1899–1985), hudební skladatel a pedagog
- Marie Rottrová (* 1941), zpěvačka
- František Schramm (1910–2000), slovenský dirigent a hudební skladatel
- Ladislav Staněk (1921–2011), hokejista

## Galerie

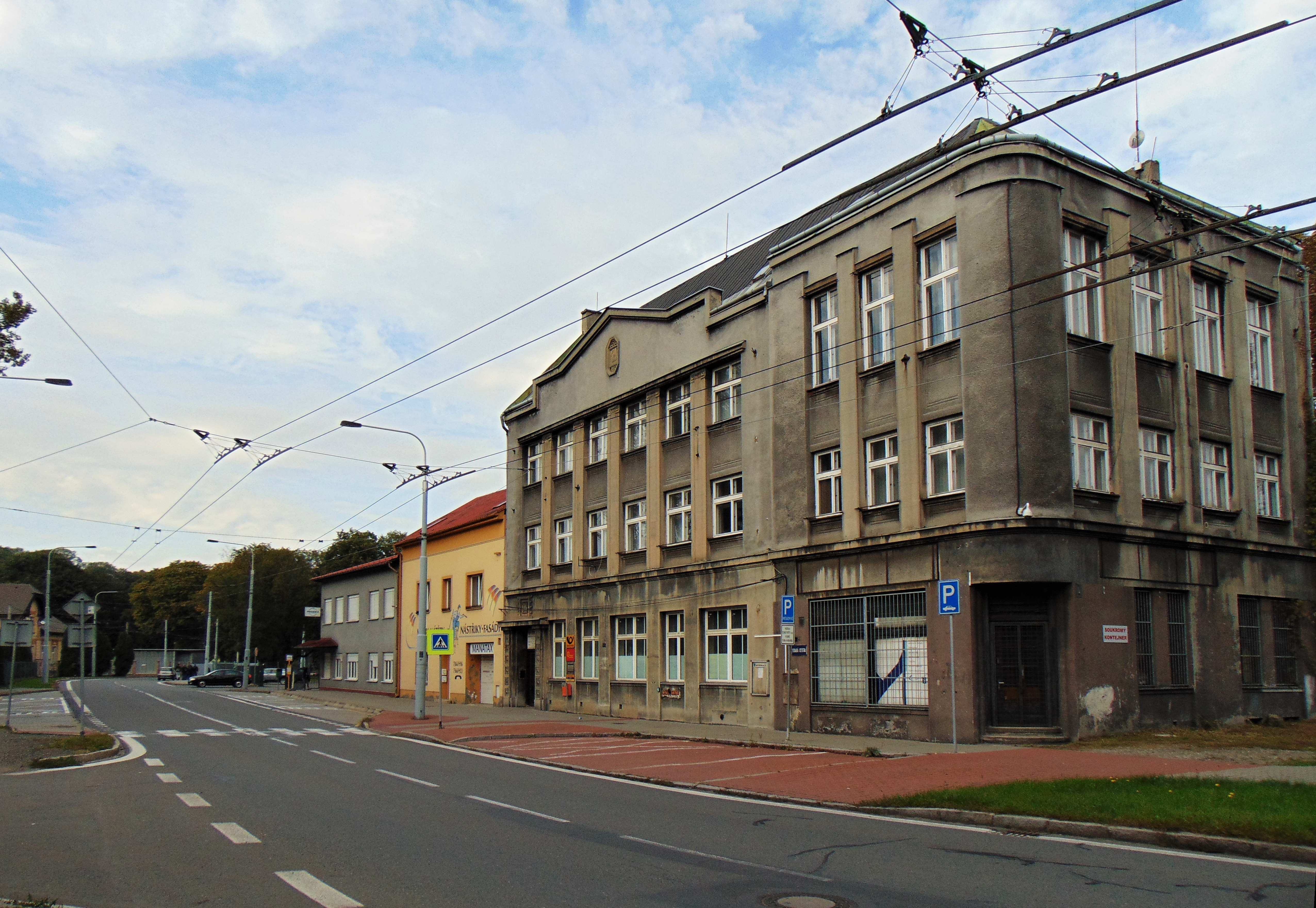
Bývalá radnice
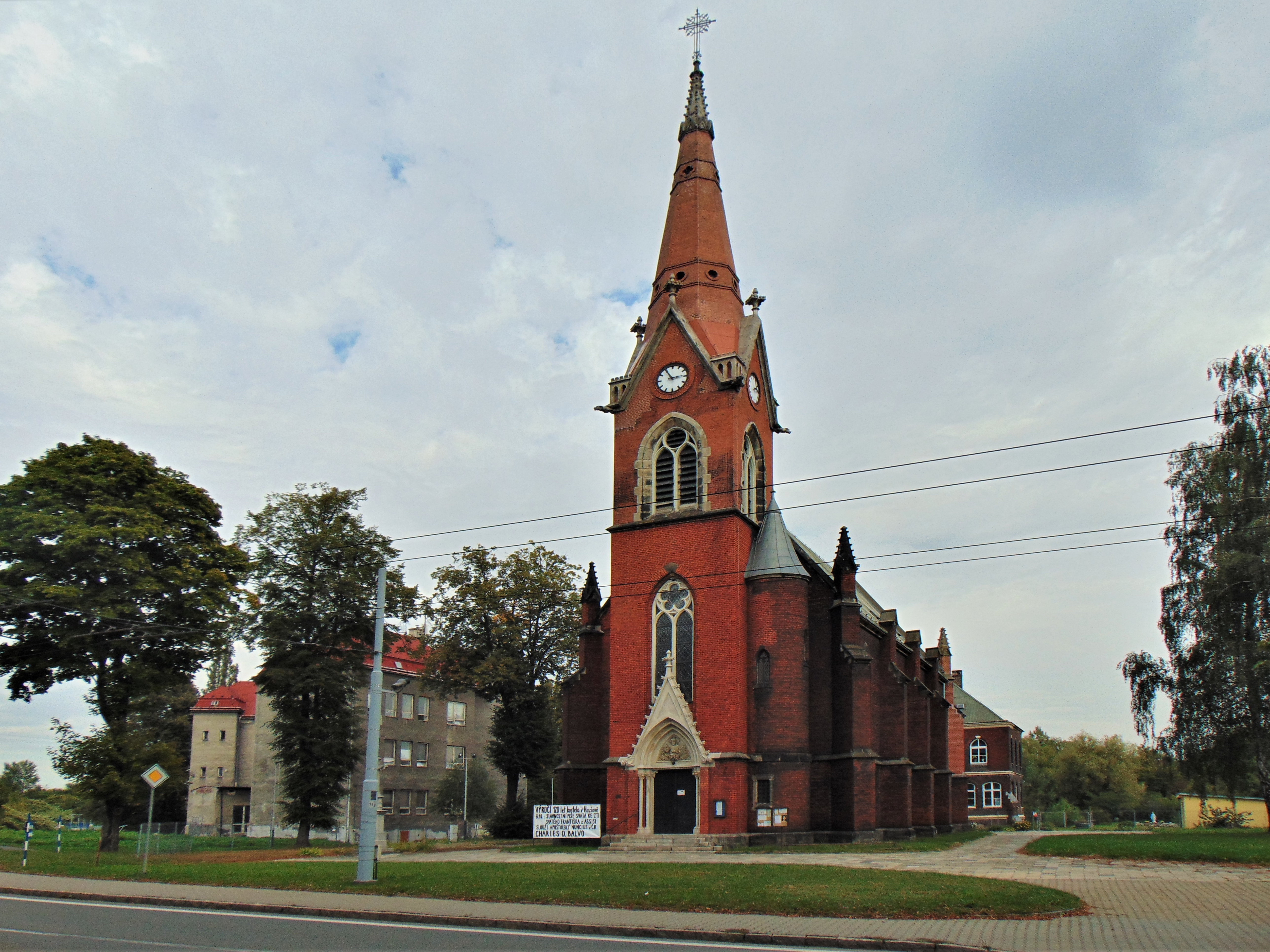
Kostel sv. Františka a Viktora
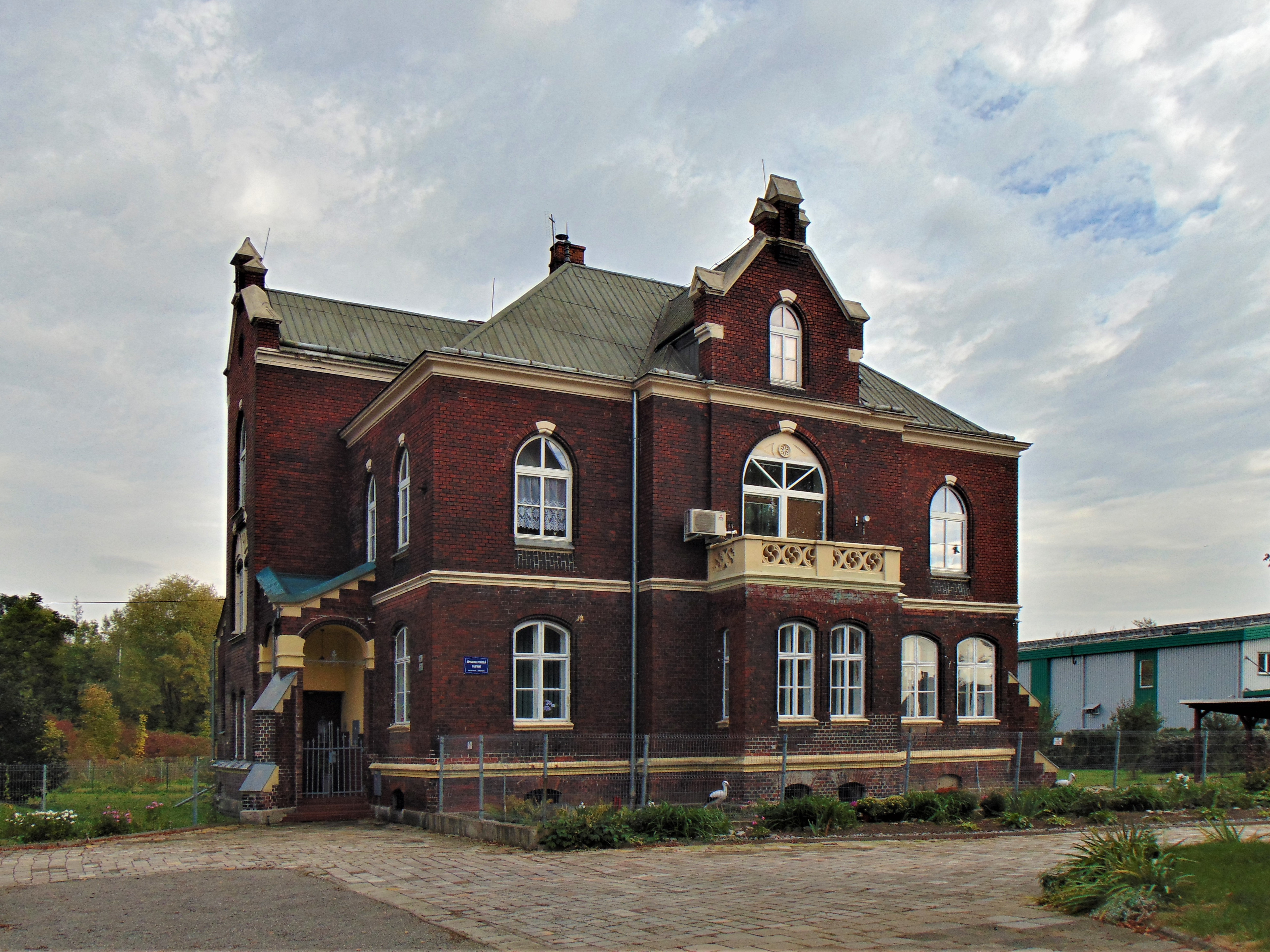
Římskokatolická fara
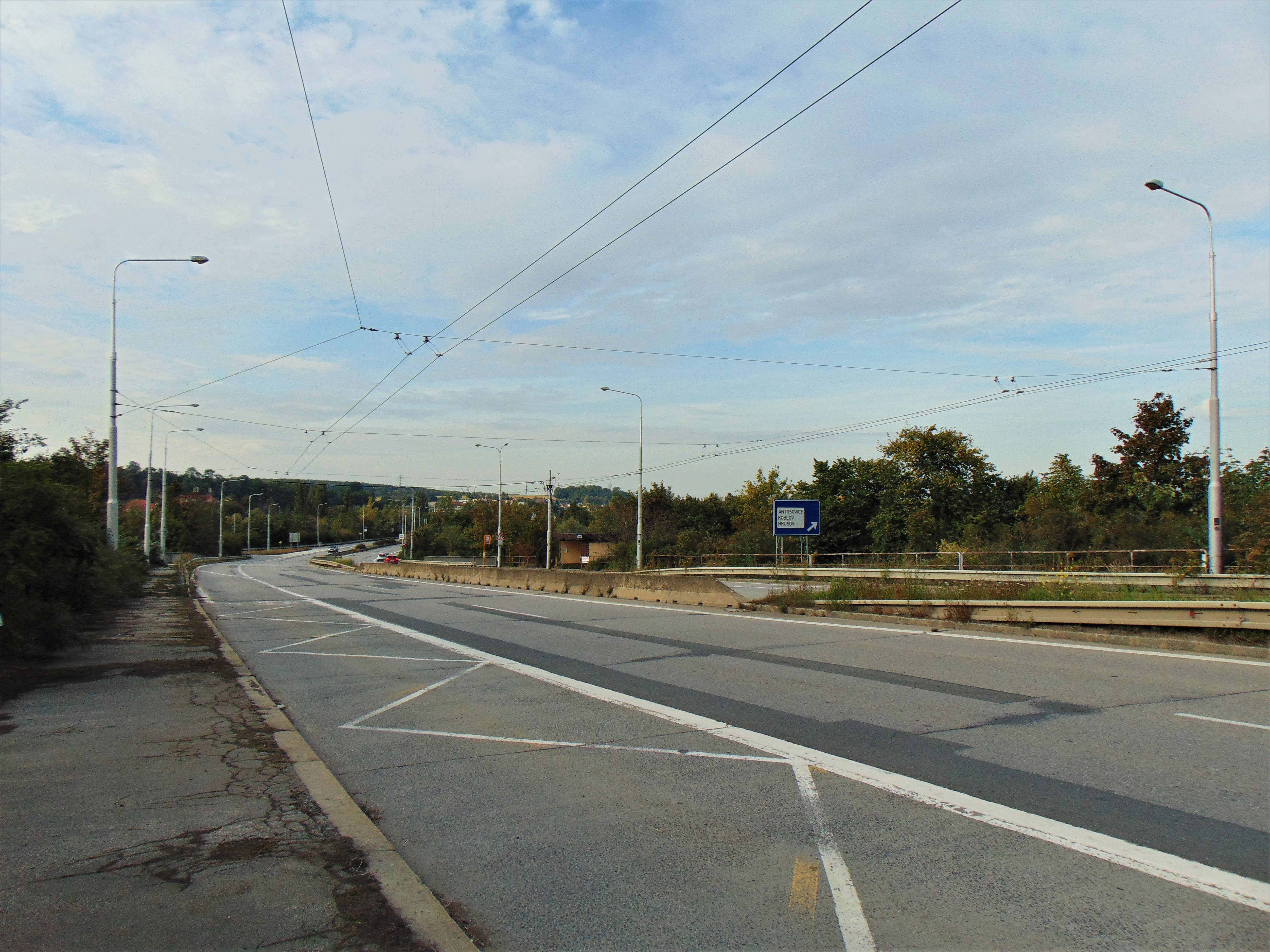
Ulice Bohumínská (silnice II/647) – průtah Hrušovem
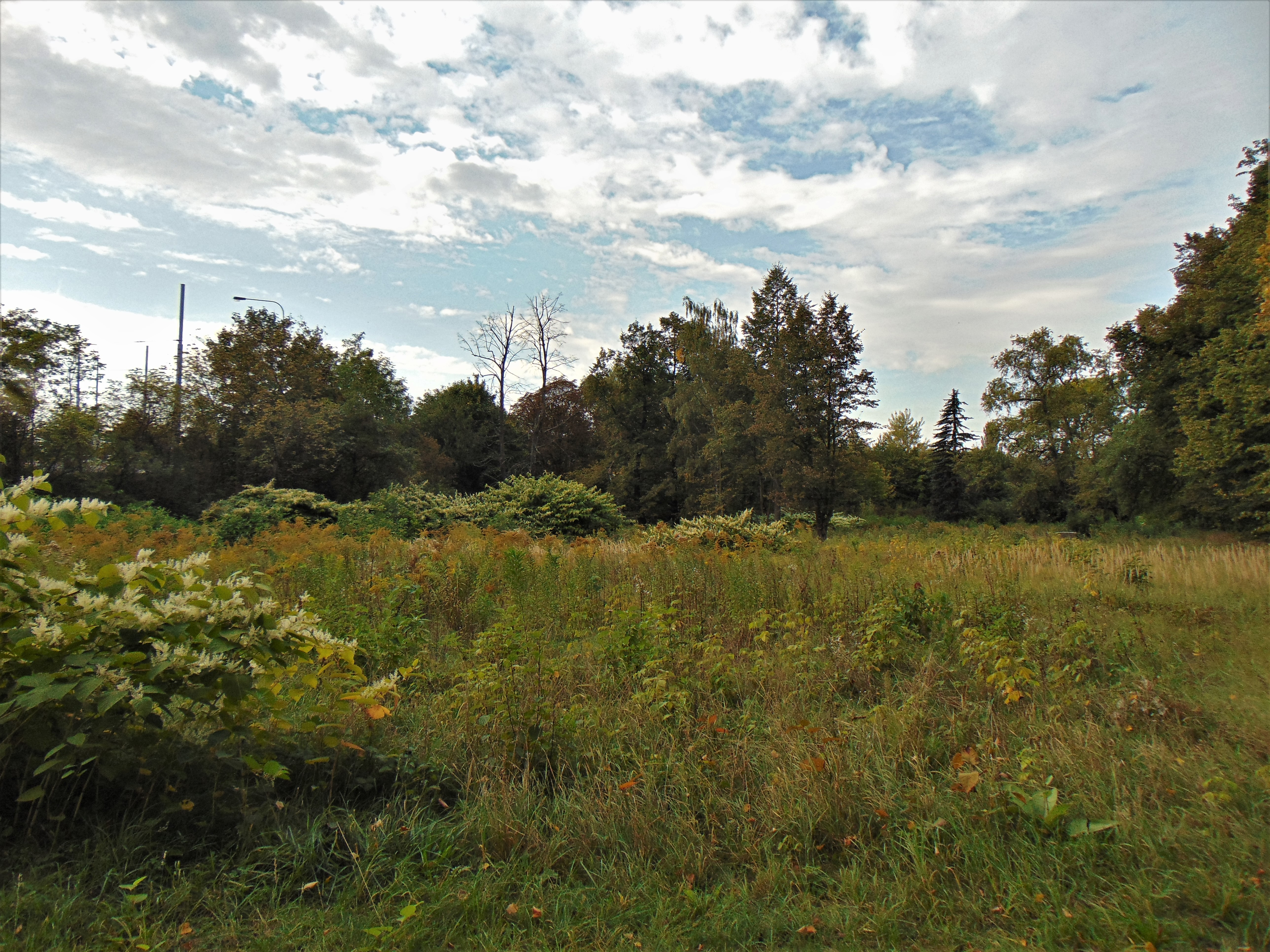
Bývalé nám. Julia Fučíka – dnes těsně vedle ul. Bohumínská
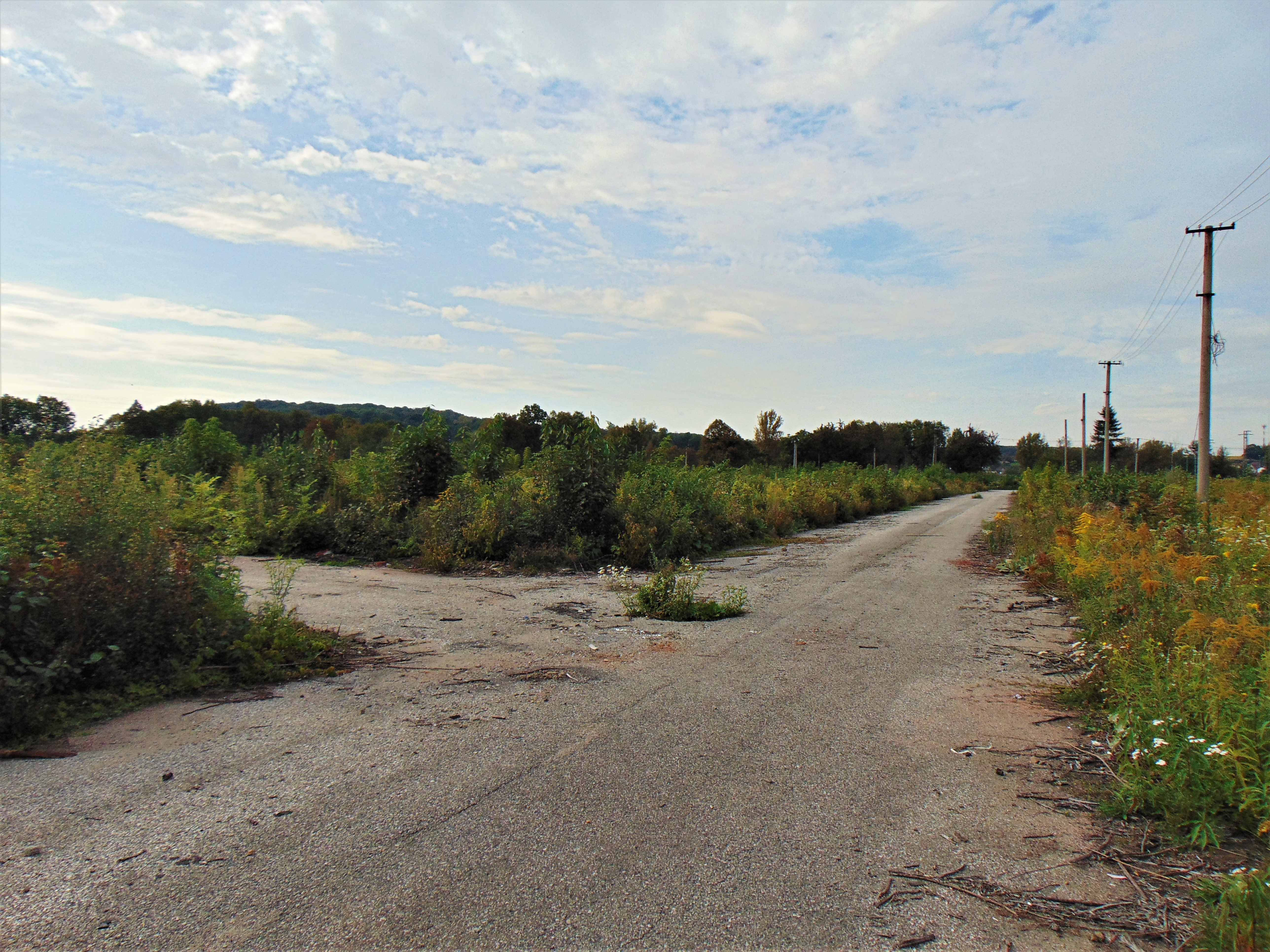
Křižovatka zaniklých ulic Šimonova a Pechalova v Rozvojové zóně Hrušov